# OGLE-2003-BLG-235L b/MOA-2003-BLG-53L b
OGLE-2003-BLG-235L b/MOA-2003-BLG-53L b — экзопланета, открытая в апреле 2004 года c помощью OGLE и MOA благодаря эффекту гравитационного микролинзирования. О планете известно не так много, но известно что это газовый гигант типа Юпитера и что планета довольно тяжёлая (2,6 масс Юпитера). Большая полуось примерно равна 4,3 а. е., что немногим меньше большой полуоси Юпитера.
Температура планеты примерно равна или немного ниже температуры Юпитера. Материнская звезда слабее Солнца и имеет видимый блеск 19,7m из-за огромного расстояния до неё.
По различным моделям, масса планеты может составлять 1,5—2,5 масс Юпитера, расстояние от звезды (в проекции на небесную сферу) 2,8—3,0 а. е.